# Хасан Саліхаміджич
Хасан Саліхаміджич (босн. Hasan Salihamidžić, нар. 1 січня 1977, Ябланиця) — колишній боснійський футболіст, півзахисник.
Насамперед відомий виступами за «Баварію», в якій провів дев'ять сезонів, а також національну збірну Боснії і Герцеговини.

## Клубна кар'єра
Народився 1 січня 1977 року в боснійському місті Ябланиця. Вихованець юнацьких команд футбольних клубів «Турбіна» (Ябланиця) та «Вележ Мостар».
У листопаді 1992 року Саліхаміджич переїхав до Гамбурга. Завдяки зв'язкам свого двоюрідного брата Ахмеда Халілходжича, його взяли в молодіжну команду «Гамбурга».
У дорослому футболі дебютував 1995 року виступами за «Гамбург», в якому провів три сезони, взявши участь у 72 матчах чемпіонату. Більшість часу, проведеного у складі «Гамбурга», був основним гравцем команди.
Своєю грою за цю команду привернув увагу представників тренерського штабу «Баварії», до складу якої приєднався влітку 1998 року. Відіграв за мюнхенський клуб наступні дев'ять сезонів своєї ігрової кар'єри. Граючи у складі мюнхенської «Баварії» також здебільшого виходив на поле в основному складі команди. За цей час шість разів виборював титул чемпіона Німеччини, став чотириразовим володарем Кубка Німеччини, переможцем Ліги чемпіонів УЄФА та володарем Міжконтинентального кубка.
В червні 2007 року на правах вільного агента уклав контракт з «Ювентусом», у складі якого провів наступні чотири роки своєї кар'єри гравця.
Після закінчення сезону 2010/11 покинув «Ювентус» і 4 липня 2011 року стали відомо, що він на правах вільного агента перейшов у німецький «Вольфсбург», підписавши з «вовками» однорічний контракт. По закінченню контракту завершив кар'єру футболіста.

## Виступи за збірну
8 жовтня 1996 року дебютував в офіційних матчах у складі національної збірної Боснії і Герцеговини в товариській грі за збірною Хорватії.
Всього за одинадцять років провів у формі головної команди країни 44 матчі, забивши 6 голів.

## Статистика виступів

### Статистика клубних виступів
| Сезон               | Команда             | Чемпіонат           | Чемпіонат | Чемпіонат | Національний кубок | Національний кубок | Національний кубок | Континентальні кубки | Континентальні кубки | Континентальні кубки | Інші змагання | Інші змагання | Інші змагання | Усього | Усього |
| Сезон               | Команда             | Ліга                | Ігор      | Голів     | Ліга               | Ігор               | Голів              | Ліга                 | Ігор                 | Голів                | Ліга          | Ігор          | Голів         | Ігор   | Голів  |
| ------------------- | ------------------- | ------------------- | --------- | --------- | ------------------ | ------------------ | ------------------ | -------------------- | -------------------- | -------------------- | ------------- | ------------- | ------------- | ------ | ------ |
| 1995-96             | «Гамбург»           | БЛ                  | 9         | 2         | КН                 | 0                  | 0                  | 0                    | 0                    | 0                    | —             | —             | —             | 9      | 2      |
| 1996-97             | «Гамбург»           | БЛ                  | 32        | 7         | КН                 | 0                  | 0                  | КУЄФА                | 5                    | 0                    | —             | —             | —             | 37     | 7      |
| 1997-98             | «Гамбург»           | БЛ                  | 31        | 10        | КН                 | 0                  | 0                  | КІ                   | 0                    | 0                    | —             | —             | —             | 31     | 10     |
| Усього за «Гамбург» | Усього за «Гамбург» | Усього за «Гамбург» | 72        | 19        |                    | 0                  | 0                  |                      | 5                    | 0                    |               |               |               | 77     | 19     |
| 1998-99             | «Баварія»           | БЛ                  | 30        | 3         | КН                 | 0                  | 0                  | ЛЧ                   | 13                   | 2                    | КЛ            | 2             | 0             | 45     | 5      |
| 1999-00             | «Баварія»           | БЛ                  | 30        | 4         | КН                 | 0                  | 0                  | ЛЧ                   | 16                   | 0                    | КЛ            | 2             | 0             | 48     | 4      |
| 2000-01             | «Баварія»           | БЛ                  | 31        | 4         | КН                 | 0                  | 0                  | ЛЧ                   | 15                   | 2                    | КЛ            | 2             | 0             | 48     | 6      |
| 2001-02             | «Баварія»           | БЛ                  | 19        | 5         | КН                 | 1                  | 0                  | ЛЧ                   | 9                    | 1                    | КЛ+СУ         | 1+1           | 0+1           | 31     | 7      |
| 2002-03             | «Баварія»           | БЛ                  | 12        | 2         | КН                 | 2                  | 1                  | ЛЧ                   | 7                    | 2                    | КЛ            | 1             | 0             | 22     | 5      |
| 2003-04             | «Баварія»           | БЛ                  | 33        | 4         | КН                 | 4                  | 1                  | ЛЧ                   | 8                    | 0                    | КЛ            | 1             | 0             | 46     | 5      |
| 2004-05             | «Баварія»           | БЛ                  | 29        | 2         | КН                 | 5                  | 1                  | ЛЧ                   | 9                    | 2                    | КЛ            | 2             | 0             | 45     | 5      |
| 2005-06             | «Баварія»           | БЛ                  | 21        | 2         | КН                 | 2                  | 0                  | ЛЧ                   | 1                    | 0                    | КЛ            | 1             | 0             | 25     | 2      |
| 2006-07             | «Баварія»           | БЛ                  | 29        | 4         | КН                 | 3                  | 0                  | ЛЧ                   | 10                   | 1                    | КЛ            | 2             | 0             | 44     | 5      |
| Усього за «Баварію» | Усього за «Баварію» | Усього за «Баварію» | 234       | 30        |                    | 17                 | 3                  |                      | 88                   | 10                   |               | 15            | 1             | 354    | 44     |
| 2007-08             | «Ювентус»           | A                   | 26        | 4         | КІ                 | 4                  | 1                  | —                    | —                    | —                    | —             | —             | —             | 30     | 5      |
| 2008-09             | «Ювентус»           | A                   | 11        | 1         | КІ                 | —                  | —                  | ЛЧ                   | 4                    | 0                    | —             | —             | —             | 15     | 1      |
| 2009-10             | «Ювентус»           | A                   | 14        | 2         | КІ                 | 1                  | 0                  | ЛЧ+ЛЄ                | 0+3                  | 0                    | —             | —             | —             | 18     | 2      |
| 2010-11             | «Ювентус»           | A                   | 10        | 0         | КІ                 | 0                  | 0                  | ЛЄ                   | 0                    | 0                    | -             | —             | —             | 10     | 0      |
| Усього за «Ювентус» | Усього за «Ювентус» | Усього за «Ювентус» | 61        | 7         |                    | 5                  | 1                  |                      | 7                    | 0                    |               |               |               | 73     | 8      |
| 2011-12             | «Вольфсбург»        | БЛ                  | 15        | 3         | КН                 | 1                  | 1                  | —                    | —                    | —                    | -             | —             | —             | 16     | 4      |
| Усього за кар'єру   | Усього за кар'єру   | Усього за кар'єру   | 380       | 58        |                    | 23                 | 5                  |                      | 100                  | 10                   |               | 15            | 1             | 518    | 74     |

### Статистика виступів за збірну
| Дата       | Місто            | Господарі            | Результат | Гості                | Турнір            | Голи | Примітки |
| ---------- | ---------------- | -------------------- | --------- | -------------------- | ----------------- | ---- | -------- |
| 08/10/1996 | Болонья          | Боснія і Герцеговина | 1 – 4     | Хорватія             | Відбір до ЧС 1998 | 1    |          |
| 06/11/1996 | Сараєво          | Боснія і Герцеговина | 2 – 1     | Італія               | товариський матч  | 1    |          |
| 10/11/1996 | Любляна          | Словаччина           | 1 – 2     | Боснія і Герцеговина | Відбір до ЧС 1998 | -    |          |
| 18/12/1996 | Манаус           | Бразилія             | 1 – 0     | Боснія і Герцеговина | товариський матч  | -    |          |
| 02/04/1997 | Сараєво          | Боснія і Герцеговина | 0 – 1     | Греція               | Відбір до ЧС 1998 | -    |          |
| 20/08/1997 | Сараєво          | Боснія і Герцеговина | 3 – 0     | Данія                | Відбір до ЧС 1998 | -    |          |
| 06/09/1997 | Загреб           | Хорватія             | 3 – 2     | Боснія і Герцеговина | Відбір до ЧС 1998 | 1    |          |
| 10/09/1997 | Сараєво          | Боснія і Герцеговина | 1 – 0     | Словенія             | Відбір до ЧС 1998 | -    |          |
| 14/05/1998 | Ла-Плата (місто) | Аргентина            | 5 – 0     | Боснія і Герцеговина | товариський матч  | -    |          |
| 19/08/1998 | Сараєво          | Боснія і Герцеговина | 1 – 0     | Фарерські острови    | Відбір до ЧЄ 2000 | -    |          |
| 05/09/1998 | Сараєво          | Боснія і Герцеговина | 1 – 1     | Естонія              | Відбір до ЧЄ 2000 | -    |          |
| 10/10/1998 | Сараєво          | Боснія і Герцеговина | 1 – 3     | Чехія                | Відбір до ЧЄ 2000 | -    |          |
| 14/10/1998 | Вільнюс          | Литва                | 4 – 2     | Боснія і Герцеговина | Відбір до ЧЄ 2000 | -    |          |
| 27/01/1999 | Валетта          | Мальта               | 2 – 1     | Боснія і Герцеговина | товариський матч  | 1    |          |
| 05/06/1999 | Сараєво          | Боснія і Герцеговина | 2 – 0     | Литва                | Відбір до ЧЄ 2000 | -    |          |
| 29/03/2000 | Зеніца           | Боснія і Герцеговина | 1 – 0     | Північна Македонія   | товариський матч  | -    |          |
| 25/04/2000 | Сараєво          | Боснія і Герцеговина | 0 – 1     | Зірки світу          | товариський матч  | -    |          |
| 16/08/2000 | Сараєво          | Боснія і Герцеговина | 2 – 0     | Туреччина            | товариський матч  | -    |          |
| 02/09/2000 | Сараєво          | Боснія і Герцеговина | 1 – 2     | Іспанія              | Відбір до ЧС 2002 | -    |          |
| 11/10/2000 | Тель-Авів        | Ізраїль              | 3 – 1     | Боснія і Герцеговина | Відбір до ЧС 2002 | -    |          |
| 28/03/2001 | Вадуц            | Ліхтенштейн          | 0 – 3     | Боснія і Герцеговина | Відбір до ЧС 2002 | -    |          |
| 15/08/2001 | Сараєво          | Боснія і Герцеговина | 2 – 0     | Мальта               | товариський матч  | -    |          |
| 01/09/2001 | Сараєво          | Боснія і Герцеговина | 0 – 0     | Ізраїль              | Відбір до ЧС 2002 | -    |          |
| 05/09/2001 | Відень           | Австрія              | 2 – 0     | Боснія і Герцеговина | Відбір до ЧС 2002 | -    |          |
| 07/10/2001 | Зеніца           | Боснія і Герцеговина | 5 – 0     | Ліхтенштейн          | Відбір до ЧС 2002 | -    |          |
| 17/04/2002 | Загреб           | Хорватія             | 2 – 0     | Боснія і Герцеговина | товариський матч  | -    |          |
| 21/08/2002 | Сараєво          | Боснія і Герцеговина | 2 – 0     | Югославія            | товариський матч  | -    |          |
| 07/09/2002 | Сараєво          | Боснія і Герцеговина | 0 – 3     | Румунія              | Відбір до ЧЄ 2004 | -    |          |
| 11/10/2002 | Сараєво          | Боснія і Герцеговина | 1 – 1     | Німеччина            | товариський матч  | -    |          |
| 16/10/2002 | Осло             | Норвегія             | 2 – 0     | Боснія і Герцеговина | Відбір до ЧЄ 2004 | -    |          |
| 06/09/2003 | Зеніца           | Боснія і Герцеговина | 1 – 0     | Норвегія             | Відбір до ЧЄ 2004 | -    |          |
| 10/09/2003 | Люксембург       | Люксембург           | 0 – 1     | Боснія і Герцеговина | Відбір до ЧЄ 2004 | -    |          |
| 11/10/2003 | Сараєво          | Боснія і Герцеговина | 1 – 1     | Данія                | Відбір до ЧЄ 2004 | -    |          |
| 18/02/2004 | Скоп'є           | Північна Македонія   | 1 – 0     | Боснія і Герцеговина | товариський матч  | -    |          |
| 31/03/2004 | Люксембург       | Люксембург           | 1 – 2     | Боснія і Герцеговина | товариський матч  | -    |          |
| 28/04/2004 | Зеніца           | Боснія і Герцеговина | 1 – 0     | Фінляндія            | товариський матч  | -    |          |
| 18/08/2004 | Ренн             | Франція              | 1 – 1     | Боснія і Герцеговина | товариський матч  | -    |          |
| 08/09/2004 | Зеніца           | Боснія і Герцеговина | 1 – 1     | Іспанія              | Відбір до ЧС 2006 | -    |          |
| 02/02/2005 | Тегеран          | Іран                 | 2 – 1     | Боснія і Герцеговина | товариський матч  | -    |          |
| 04/06/2005 | Серравалле       | Сан-Марино           | 1 – 3     | Боснія і Герцеговина | Відбір до ЧС 2006 | 2    |          |
| 09/10/2005 | Зеніца           | Боснія і Герцеговина | 3 – 0     | Сан-Марино           | Відбір до ЧС 2006 | -    |          |
| 12/10/2005 | Белград          | Сербія та Чорногорія | 1 – 0     | Боснія і Герцеговина | Відбір до ЧС 2006 | -    |          |
| 16/08/2006 | Сараєво          | Боснія і Герцеговина | 1 – 2     | Франція              | товариський матч  | -    |          |
| Усього     |                  | Матчів               | 43        |                      | Голів             | 6    |          |

## Титули і досягнення
- Чемпіон Німеччини (6):

«Баварія»: 1999, 2000, 2001, 2003, 2005, 2006
- Володар Кубка Німеччини (4):

«Баварія»: 2000, 2003, 2005, 2006
- Володар Кубка німецької ліги (4):

«Баварія»: 1998, 1999, 2000, 2004
- Переможець Ліги чемпіонів УЄФА (1):

«Баварія»: 2001
- Володар Міжконтинентального кубка (1):

«Баварія»: 2001